# Ron Pope
Ron Pope, född Ronald Michael Pope 23 juli 1983, är en amerikansk pop- och rock-singer/songwriter. Han växte upp i Marietta, Georgia, USA och bor numera i Nashville. Pope blev känd året 2005 för låten som blev en internet hit, "A Drop In The Ocean"  med Zach Berkman, som bland annat använts som soundtrack till serien The Vampire Diaries.  Framgången ledde till att Pope gjorde karriär som soloartist och hans musik är numera känd internationellt.
Den 6 mars 2017 deltog Pope i en konsert för att fira Aretha Franklins musik i Carnegie Hall.

## Diskografi

### Album
- 2007 – Last Call
- 2008 – Daylight
- 2009 – The Bedroom Demos
- 2009 – Goodbye, Goodnight
- 2009 – Hello, Love
- 2010 – The New England Sessions
- 2010 – Ron Pope Live & Unplugged in New York
- 2011 – Whatever It Takes
- 2012 – Atlanta
- 2012 – Monster
- 2014 – Calling Off The Dogs
- 2016 – Ron Pope and the Nighthawks
- 2018 – Work